# Бешайд (Хунсрюк)
Бешайд (нем. Bescheid) — община в Германии, в земле Рейнланд-Пфальц.
Входит в состав района Трир-Саарбург. Подчиняется управлению Хермескайль. Население составляет 399 человек (на 31 декабря 2010 года). Занимает площадь 7,62 км².